# Rheinfallbahn
La Rheinfallbahn (letteralmente: ferrovia delle cascate del Reno) è una linea ferroviaria a scartamento normale della Svizzera.

## Storia
Il 19 marzo 1853 si costituì l'Aktiengesellschaft der Rheinfallbahn, per la costruzione della ferrovia, sotto l'impulso dell'imprenditore e politico di Sciaffusa Friedrich Peyer im Hof (fondatore della Schweizerische Industrie Gesellschaft e nel 1860 Presidente del Consiglio nazionale) e dell'imprenditore Heinrich Moser, che divenne l'azionista principale della società.
Nel 1856 la Rheinfallbahn confluì nella Schweizerische Nordostbahn (NOB), che aprì all'esercizio la linea il 16 aprile 1857. Nel 1897 aprì la ferrovia Eglisau-Neuhausen, che permetteva un collegamento più diretto tra Sciaffusa e Zurigo, relegando la linea ad un ambito locale.
La NOB venne nazionalizzata il 1º gennaio 1902: le sue linee entrarono a far parte delle Ferrovie Federali Svizzere (FFS).
La linea fu elettrificata l'11 aprile 1943 (la tratta Neuhausen-Sciaffusa, comune alla linea per Eglisau, era stata già elettrificata il 15 dicembre 1928).
Il 1º settembre 1931 fu raddoppiata la tratta Sciaffusa-Neuhausen; nel 1997 fu trasformata la stazione di Marthalen, mentre nel dicembre 2004 è stato raddoppiato il binario tra Henggart ed Hettlingen.

## Caratteristiche
La linea, a scartamento normale, è lunga 29,93 km, è elettrificata a corrente alternata monofase con la tensione di 15.000 V alla frequenza di 16,7 Hz; la pendenza massima è del 10 per mille. È a doppio binario tra Henggart ed Hettlingen, tra Meder e Marthalen e tra Neuhausen e Sciaffusa.

### Percorso
| Continuation backward |

|  | Unknown route-map component "ABZg+l" | Unknown route-map component "CONTfq" |

| Station on track |

| Unknown route-map component "CONTgq" | Unknown route-map component "ABZgr" |  |

| Unknown route-map component "CONTgq" | Unknown route-map component "ABZgr" |  |

| Unknown route-map component "SKRZ-Ao" |

| Station on track |

| Station on track |

| Station on track |

| Unknown route-map component "hKRZWae" |

| Non-passenger station/depot on track |

| Station on track |

| Station on track |

| Stop on track |

| Enter and exit tunnel |

| Unknown route-map component "hKRZWae" |

| Enter and exit tunnel |

|  | Unknown route-map component "ABZg+l" | Unknown route-map component "CONTfq" |

| Station on track |

|  | Unknown route-map component "ABZg+l" | Unknown route-map component "CONTfq" |

| Station on track |

| Unknown route-map component "CONTgq" | Unknown route-map component "ABZgr" |  |

| Continuation forward |

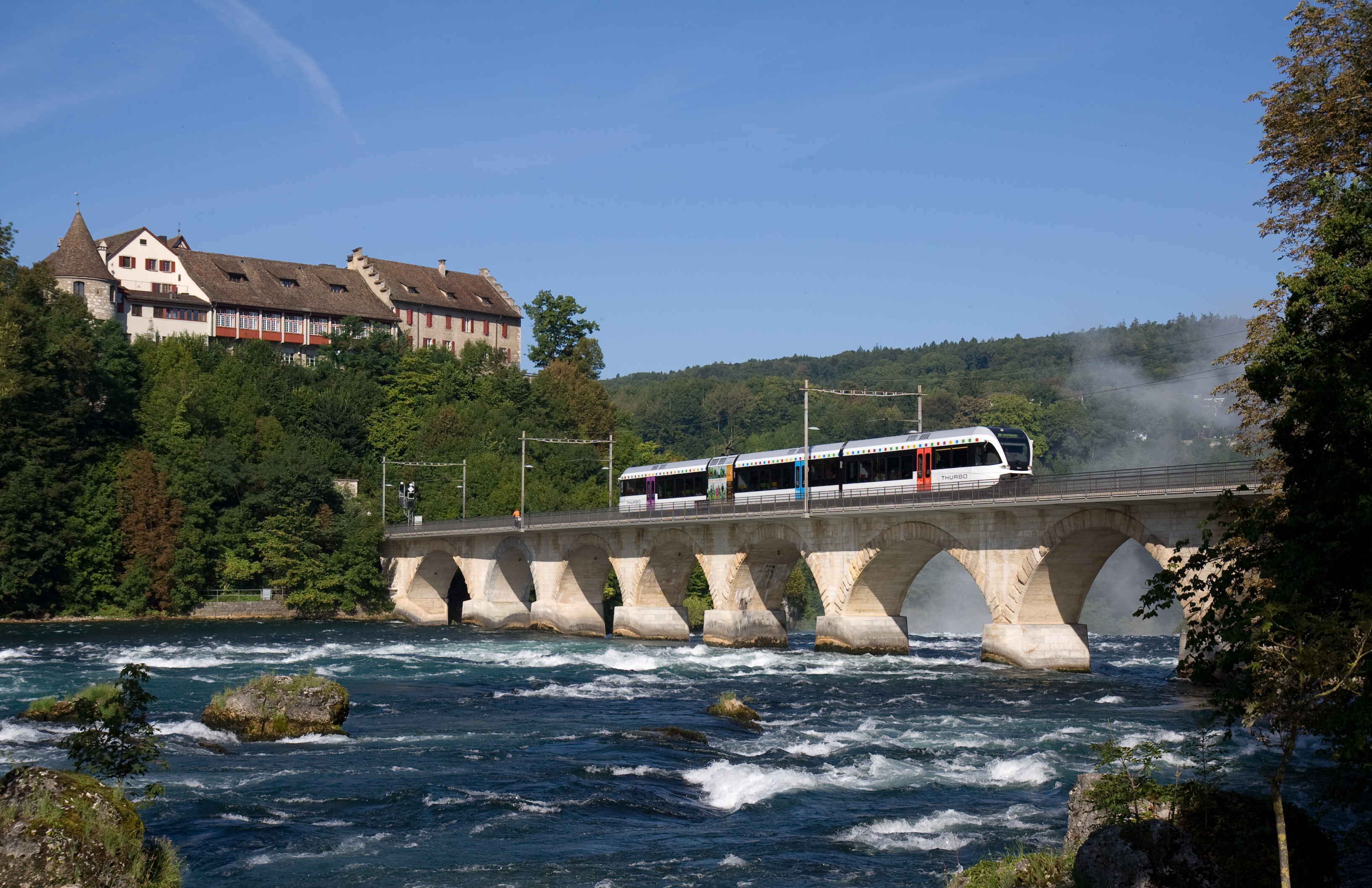
Un convoglio sul ponte sopra le cascate del Reno

La linea parte dalla stazione di Winterthur, uscita dalla quale si dirige verso nord-ovest sovrappassando l'autostrada A1. Tra Andelfingen e Marthalen la ferrovia attraversa il fiume Thur, quindi tocca Dachsen. A Laufen-Uhwiesen la linea sottopassa il castello di Laufen (servito da una fermata) prima di attraversare il fiume Reno su un ponte in muratura (costruito nel 1856-57 e rinnovato nel 1958) nei pressi delle cascate del Reno. Il fiume segna anche il confine tra i cantoni Zurigo e Sciaffusa.
Dopo una galleria (costruita tra il 1963 e il 1964) la linea tocca Neuhausen am Rheinfall, dove si innesta la ferrovia proveniente da Eglisau; la linea termina nella stazione di Sciaffusa, comune alla ferrovia dell'Alto Reno e alla linea per Rorschach.